# Ять
Ѣ, ѣ («ять» — чоловічого роду) — літера кирилиці та глаголиці. На теперішній час відсутня в усіх цивільних варіантах кирилиці, використовується лише у церковнослов'янській мові. В українському письмі вживалася до кінця XIX ст, у російському — до початку XX ст., довше за все протрималася у Болгарії та Закарпатті — до 1945 року. У сучасній українській мові у словах на місці «ѣ» ([ě]) вимовляється у більшості випадків голосний [і] («і»).

## Історія
У старослов'янській кирилиці мала накреслення , числового значення не мала.
У глаголиці мала вигляд  і також не мала числового значення.

### Український правопис
Тривалий час зберігалася в українському правописі — починаючи з давньоруських пам'яток. У XVI і особливо XVII ст. ять широко використовувався для позначення звука [і] в іншомовних словах (мѣнута, фѣґура тощо), бо літери и/і позначали сучасне українське [ɪ] («и»). В українських етимологічних правописах кінця XVIII — 1-ї половини XIX ст. вона позначала звук [і] та звукосполучення [ji]. Символ ѣ використовували не тільки ярижка (у ранній ярижці — етимологічно, у пізніх її варіантах — для позначення звука ['e], [je], який зараз позначають літерою є), але й правопис Русалки Дністрової, максимовичівка. У правописі Павловського (1818) літера вживалася як у пізній ярижці (для позначення звука [е] після м'яких приголосних). З української абетки ять уперше вилучено в 1857 році — у правописі Гатцука. У желехівці, драгоманівці, правописі Грінченка літера також відсутня. Отже, ять перестав використовуватися в українській графіці в середині (у Галичині — в кінці) XIX ст. На Закарпатті він використовувався в етимологічних правописах аж до 1945 р.

### У графічних системах інших мов
Білоруська мова
У власне білоруських абетках ѣ ніколи не використовувався, проте є книги написані зросійщеним варіантом білоруської мови у 19 столітті з використанням літери ѣ. Прикладом такої літератури є Бѣлорусскій сборник: губернія Могилевская.
Болгарська мова
У болгарському правописі ять уперше скасовано під час реформи 1921 року. Проте, два роки по тому літеру відновлено й остаточно вилучено лише у 1945 році. Після 1989 року з'явилися пропозиції відновити його в абетці. У сучасній Болгарії спостерігається використовування літери в торгових знаках, візитках тощо, іноді її помилково вживають на місці ъ у старому правописі.
Російська мова
В усній російській мові ять вимовлявся як [ieː]. Точно такою ж стала вимова літери е, отже, ці букви почали дублювати одна одну. У текстах XVII століття ять іноді змішується з е в ненаголошеному положенні, але ніколи — під наголосом. Беззастережне збереження ятя після Петрівської реформи азбуки 1708 року вказує на те, що різниця у вимові е і ѣ тоді ще залишалася помітною. Сучасник і ровесник Петра Федір Полікарпов зазначає, що буква ѣ була введена для позначення «тончайшего от письмя (тобто літери) е произношения» і що вона позначає дифтонг /іе/: «тако е последи положено, а i под ним мало отделено и связано сицевым образом: ie».
У XVIII столітті з'явилися пропозиції скасування ѣ у російській цивільній абетці (зокрема, це пропонував В. К. Тредіаковський), проти чого виступав М. В. Ломоносов, вказуючи на збереження відмінностей у вимові цих літер українцями і деякими великоросіянами, а також необхідність графічного розрізнення омонімів:
|  | Нѣкоторые покушались истребить букву Ѣ изъ азбуки Россїйской. Но сїе какъ не возможно, такъ и сво́йствамъ Россїйскаго языка противно. Ибо ежели безъ буквы Ѣ начать писать, а особливо печатать; то 1) тѣмъ, которые раздѣлять Е отъ Ѣ умѣютъ, не токмо покажется странно, но и въ чтенїи препятствовать станетъ. 2) Малороссїянамъ, которые и въ просторѣчїи Е отъ Ѣ явственно различаютъ, будетъ противъ сво́йства природнаго ихъ нарѣчїя. 3) Уничтожится различїе реченїй разнаго знаменованїя, а сходнаго произношенїя, напр. лечу, летѣтъ, отъ лѣчу, лѣчить; пеню, имя въ винительномъ отъ пѣню, пѣнишь; пенье, пеньевъ, отъ пѣнье, пѣнья; пленъ, родительный множественный отъ именительнаго, плена́, отъ плѣнъ, то есть поло́нъ; которыя всѣ и другїя многїя сими двумя буквами различаются. |

|  | ...буквы Е и Ѣ въ просторѣчіи едва имѣютъ чувствительную разность, которую въ чтеніи весьма явственно слухъ раздѣляетъ и требуетъ <…> въ Е дебелости, въ Ѣ тонкости |

Д. І. Язиков, народжений через 8 років після смерті Ломоносова, вже не бачив у вимові двох букв жодної різниці. Він писав: «Буква ѣ, втративши справжню свою вимову, схожа на древній камінь, не на місці лежачий, о який всі спотикаються і не відносять його в сторону тому лише, що він древній і колись був потрібний для будівлі» («Буква „ѣ“, потеряв настоящий свой выговор, походит на древний камень, не у места лежащий, о который все спотыкаются и не относят его в сторону затем только, что он древний и некогда нужен был для здания»).
У 1831 році основоположник російського мовознавства О. Х. Востоков відзначає у своїй «Російській граматиці», що буква ѣ «вимовляється нині в російській мові абсолютно схоже з буквою е». У 1885 році Я. К. Грот також констатує в «Російському правописі»: «у їхній вимові немає жодної різниці».

Бѣлый, блѣдный, бѣдный бѣсъ

Убѣжалъ голодный въ лѣсъ.

Лѣшимъ по лѣсу онъ бѣгалъ,

Рѣдькой съ хрѣномъ пообѣдалъ

И за горькій тотъ обѣдъ

Далъ обѣтъ надѣлать бѣдъ.

Вѣдай, братъ, что клѣть и клѣтка,

Рѣшето, рѣшетка, сѣтка,

Вѣжа и желѣзо съ ять, —

Такъ и надобно писать.

Наши вѣки и рѣсницы

Защищаютъ глазъ зѣницы,

Вѣки жмуритъ цѣлый вѣкъ

Ночью каждый человѣкъ…

Вѣтеръ вѣтки поломалъ,

Нѣмецъ вѣники связалъ,

Свѣсилъ вѣрно при промѣнѣ,

За двѣ гривны продалъ въ Вѣнѣ.

Днѣпръ и Днѣстръ, какъ всѣмъ извѣстно,

Двѣ рѣки въ сосѣдствѣ тѣсномъ,

Дѣлитъ области ихъ Бугъ,

Рѣжетъ съ сѣвера на югъ.

Кто тамъ гнѣвно свирѣпѣетъ?

Крѣпко сѣтовать такъ смѣетъ?

Надо мирно споръ рѣшить

И другъ друга убѣдить…

Птичьи гнѣзда грѣхъ зорить,

Грѣхъ напрасно хлѣбъ сорить,

Надъ калѣкой грѣхъ смѣяться,

Надъ увѣчнымъ издѣваться…
Існує легенда, що Микола I обмірковував, чи не варто скасувати цю букву, але був зупинений зауваженням М. І. Греча, який відповів на його питання про призначення букви: «це відзнака письменних від неписьменних». Проект реформи орфографії 1911 року, випрацьований Імператорською Академією наук, був законсервований найвищим велінням Миколи II. Буква «ять» залишилася на час кошмаром російських школярів: від труднощів засвоєння довгого списку слів, незважаючи на запам'ятовування мнемонічних віршів, очевидно, і з'явилася приказка «вивчити на ять».
З російської цивільної абетки ять вилучено під час реформи 1918 року — із заміною його на е. Реформа була підготована задовго до Жовтневого перевороту й оголошена кількома циркулярами Тимчасового уряду влітку 1917 року. 23 грудня перехід школи на новий правопис підтвердив декрет радянської влади, а в 1918 році ще одним декретом на нього були переведені справочинство і преса.
У масовій же свідомості реформа (і скасування ятя, як найяскравіший її пункт) міцно поєдналася зі справами більшовиків, тож буква ѣ стала мало не символом білої інтелігенції (фактично серед прихильників її скасування, які брали участь в розробці проекту 1911 р., було чимало представників правих академічних кіл, в тому числі член Союзу російського народу академік О. І. Соболевський). Емігрантські видання (окрім троцькістських та деяких інших) переважно друкувалися по-старому аж до Другої світової війни, а невелика частина їх зберігає дореформену орфографію і після неї, аж до кінця XX століття (особливо в книгах церковних видавництв).
Зі скасуванням ятя стали омонімами багато слів, утворених від різних коренів: ѣсть («їсти») і есть («є», «єсть»), лѣчу («лікую») і лечу («лечу»), синѣ́е («синіше») і си́нее («синє»), вѣ́дѣніе («відання») і веде́ніе («ведення»); частково ці неоднозначності усуваються розставленням наголосів і крапок над ё: всѣ («всі») і все («все») розрізняють тепер як все — всё.
На хвилі інтересу до всього, що стосується дореволюційного минулого, у сучасній Росії теж спостерігають випадки його неофіційного вжитку — у назвах комерційних підприємств, рекламі, причому нерідко з помилками. Окрім того, ять пропонували як знак рубля.
Сербська мова
У сербській абетці не вживається з першої половини XIX ст. — після переходу на вуковицю.

## Звук ѣ

### Походження
У фонетичній реконструкції праслов'янської мови звук [ѣ] умовно відновлюють як [æ] — звук, середній між [a] і [ɛ].
У транскрипції він позначається символом ě, взятим з чеської абетки, де літера ě передає звук на місці праслов'янського ятя. Рідше для цієї мети вживають символ ä («а-умлаут»), котрий використовують у німецькому правописі для позначення звука [æ].
Походження праслов'янського *ě може бути різним, це підтверджується як морфологічним аналізом деяких слов'янських слів, так і шляхом порівняння слов'янських мов з іншими індоєвропейськими:
1. Від праіндоєвропейського *ē (довгого е): прасл. *viděti («видіти», «бачити») — лат. vīdēre; прасл. *sěděti («сидіти») — лит. sēdēti і лат. sīdēre; прасл. *zvěrь («звір») — лит. žvėrìs і грец. θήρ. Короткий варіант праіндоєвропейського *е започаткував іншу праслов'янську фонему — *e.
2. Від праіндоєвропейського дифтонга *oi̯ у закритому складі при висхідній інтонації: пор. *věmь (раніша форма *vědmь) — грец. οίδα («знаю»); прасл. *cěna («ціна») — ранньо-прасл. *koi̯na, лит. kaina (звук *c виник пізніше з *k унаслідок другої палаталізації). Походження ě від *oi̯ підтверджують і дані внутрішньої реконструкції: праслов. *pěti («співати», «пі́ти») походить від ранішої форми *poi̯ti — пор. форма першої особи однини *pojǫ < *poi̯ǫ («співаю», «пію»); дієслово *děliti («ділити») походить з ранішої форми *doi̯liti — пор. іменник *dolja («доля»)[8].
3. Від праіндоєвропейського дифтонга *ai̯: пор. праслов. *sněgъ («сніг») — гот. snaiws.
4. Вимова ѣ збереглася в столиці Австрії. Вѣна, вимовляється як wienna. Тобто ійє. Пізніше в українській мові залишилася і, а в російській є.

Окрім того, *ě міг виникати з носового *ę: прасл. pěnędzь («пінязь») < давн.в-нім. pfenning («пфеніг»), де другий *ę дисимілював перший.
Під час метатези плавних у південнослов'янських мовах відбувалося подовження праслов'янських *e та *o. Відповідно до законів слов'янської фонетики ē (подовжений праслов'янський *e) перейшов у *ě, а ō — в *a. Цим пояснюється відповідання східнослов'янських -е-, -о- і південнослов'янських -ѣ-, -а-: д.-рус. полонъ, шеломъ, веремѧ, городъ, ворота — староцерк.-слов. плѣнъ, шлѣмъ, врѣмѧ, градъ, врата.
Питання про те, як же звучав ять у праслов'янській мові, досі остаточно не розв'язане. Головною проблемою є широкий діапазон звуків, у які перейшов у різних слов'янських мовах — від [æ] до [i]. Засновник слов'янського порівняльного мовознавства О. Х. Востоков утруднявся дати точне визначення вимови; Ф. І. Буслаєв вважав його простим довгим [e] (тобто ē), але небагато науковців поділяли його погляди; Ф. П. Фортунатов убачав у ньому дифтонг [ie], Х. Педерсен — широкий монофтонг [æ], тоді як інші лінгвісти — відкритий дифтонг типу [ia]. Нарешті, існує думка, що праслов'янський ять вимовлявся по-різному в різних праслов'янських діалектах і навіть у межах одного діалекту — наприклад, могла розрізнюватися вимова *ě на місці праіндоєвропейського *ē і *ě з дифтонгів *oi̯, *ai̯. На користь вимови як [æ] зазначають, що лат. rapa («ріпа») було запозичене до праслов'янської як *rěpa. У низці найдавніших фінських запозичень зі східнослов'янських діалектів слова з ятем передаються через ӓ, ӓӓ (втім, це може бути особливістю давньоновгородського діалекту). Проте, припускають, що на території східнослов'янського мовного ареалу *ě стали вимовляти закрито — [ẹ] або [ie], внаслідок чого він збігся з часом з [e] > [je] (білоруська й російська мови), або [i] (українська мова, деякі північноросійські діалекти). Підтвердженням цієї версії є передавання нім. Wien через ять (укр. Відень < Вѣдень, рос. Вена < Вѣна, пол. Wiedeń, чеськ. Vídeň); а також передавання рос. совет, совѣтъ як soviet (ять транслітерувався як ie і після того, як збігся з е).
Звук був успадкований з праслов'янської всіми давніми слов'янськими мовами, але його вимова стала різнитися від праслов'янської. У староцерковнослов'янській мові (що виникла на основі солунського говору давньоболгарської мови) звук ě, очевидно, вимовляли як [æ], близьке до [ja]. Це підтверджується тим, що у глаголиці кириличним літерам  і  відповідав єдиний символ . За допомогою цієї букви передавали як ě, так і ja. Це може свідчити про те, що для укладача глаголиці звуки ě і ja були настільки близькі за артикуляцією, що він навіть не створив окремих символів для кожного з них. Навіть у пам'ятках, написаних кирилицею (що вже містила окремі літери для цих звуків), спостерігають як вживання  замість , так і змішування цих букв.
Грецький літургійний термін στιχηρὰ («стихира») в церковнослов'янській передачі існував як у формі стихира, так і у формі стихѣра — через ять, що тут передавав η (у середньогрецькій вимові читалася як /i/).
У східному ареалі праслов'янської мови ě вимовлялася як [ẹ] або як дифтонг [ie]. Історія цієї фонеми була неоднаковою у різних східнослов'янських діалектах.

### Вплив на вимову приголосних
- «Ять» з праіндоєвропейських дифтонгів *oi̯ і *ai̯ викликав під час другої палаталізації пом'якшення попередніх приголосних [g], [k], [x] і їхній перехід у звуки [d͡z] > [z], [c] і [s].
- Праіндоєвропейський *ē (з якого надалі теж розвинувся «ять»), спричинив під час першої палаталізації пом'якшення попередніх приголосних [g], [k], [x] і їхній перехід у [ž], [č] і [š]. При цьому *ē після палаталізованих задньоязикових приголосних перейшов не в «ять», як в інших позиціях, а в [a]: *vidēti («бачити», «видіти») > *viděti, але *krikēti («кричати») > *kričati/*kričeti, а також слово з різними рефлексами того ж звука *bēgēti («бігти») > běžati («бігти», «біжати»)[14].

### Подальший розвиток у слов'янських мовах
У білоруській мові у більшості випадків ять збігся з [ɛ] (праслов. *e) і перейшов у [je] («є»), що позначається на письмі літерою е. Рідше спостерігають перехід ятя в [ja] (святло).
У російській мові звук перетворився на [je] («є»). У московському говорі, що ліг в основу російської літературної мови, ять вимовляли як [ie:]. Надалі ять збігся з [ɛ] (праслов. *e) і перейшов у [je] («є»). Колишня відмінність між звуками тривалий час зберігалася в орфографії: слова, де колись звучав /ě/, писали через ѣ, де звучав e — через е. Втім, правило правопису було непослідовним, тому іноді ѣ писали на місці праслов'янського *e (рѣдька) і навпаки.
У польській мові /ě/, відповідно до закону лехітської переголосовки, перед приголосними [t], [d], [n], [s], [z], [l], [r] перейшов у [ja], де передається буквосполученням ia (biały, wiara), а після м'яких приголосних — літерою a (las). В інших випадках /ě/ збігся у вимові з [je], і передається на письмі літерою e (chleb, na ręce, na nodze) або буквосполученням ie (wierzyć, Wiedeń).
У чеській мові /ě/ став вимовлятися як [ɛ], [jɛ] (на письмі — ě), або [iː] (на письмі — í).
У словацькій мові /ě/, очевидно, перейшов у [jɛ], і позначається на письмі як ie (biely, viera) або e (les).
У лужицьких мовах /ě/, очевидно, перейшов у [e], і позначається на письмі як ě.
У болгарській літературній мові вимова /ě/ схожа із староцерковнослов'янською, і близька до [ja], ['a] перед твердим приголосним (хляб, бял, вяра), і [е] — перед м'яким (бѐли). У діалектах вимова може сильно різнитися. У зв'язку з тим виділяють два діалектних ареали, розділених ізоглосою — так званою «ятовою границею». У заходноболгарських і македонських говорах на місці ě вимовляють [е] (бел, бѐла, бѐло, бѐли), у східноболгарських — на місці ě перед твердим приголосним вимовляють [а], перед мя'ким — [е] (б'ал, б’àла, б’àло, але бѐли), у низці східноболгарських говорів [а] звучить у всіх позиціях (б'ал, б’àла, б’àло, б’àли). Літературна фонетична норма бере основу з східноболгарської вимови.
У македонській мові на місці /ě/ вимовляють [е] — як у західноболгарських говорах. Фонетична норма македонської мови основується на фонетиці македонських діалектів.
У літературній сербській мові /ě/ перейшов у [e]. У діалектах рефлекси давнього ятя можуть різнитися залежно від типу вимови:
- Екавський тип — [e]
- Єкавський тип — [je]
- Ікавський тип — [i]

У хорватській /ě/ став вимовлятися як [je]. Так само, як і в сербській, у діалектах рефлекси різняться:
- Екавський тип — [e]
- Єкавський тип — [je]
- Ікавський тип — [i]

У словенській мові /ě/ перетворився на [e].

### В українській мові

Літера «ять» у прямому шрифті, курсиві та півуставі.

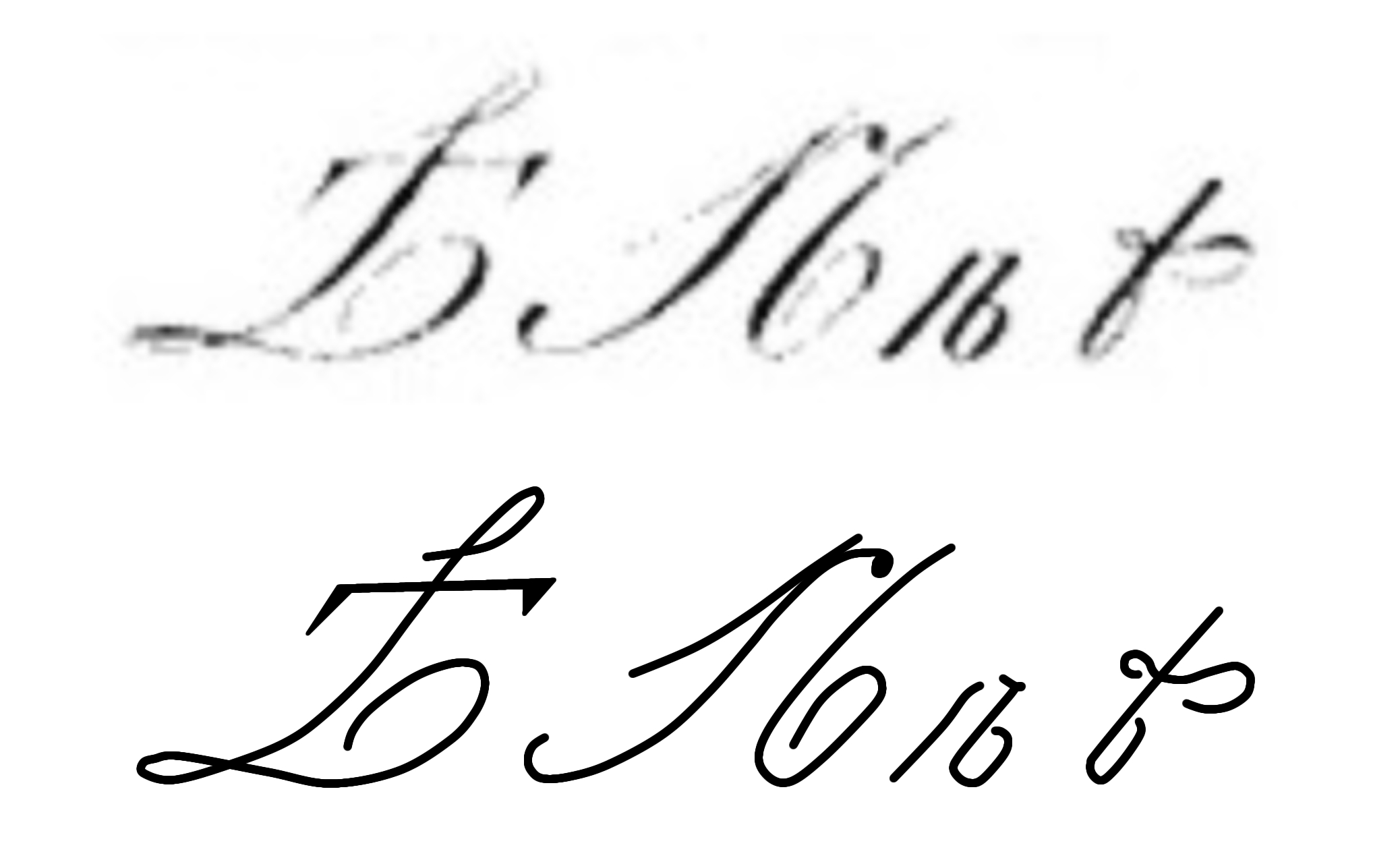
Рукописна літера «ять»

У сучасній українській мові у словах на місці «ѣ» ([ě]) трапляється голосний [і]. Очевидно, що перехід [ě] у [і] відбувся вже після злиття звуків [і] і [ɨ] — інакше б [ě] збігся у вимові з новим звуком [ɪ].
У руських пам'ятках взаємозаміна літер ѣ/и стає поширеною з XIII ст. У південноукраїнських говорах звук перейшов у закритий [e] (é) у першій половині XI ст., який звузився до і в Галичині й на Буковині на кінець XIII ст., а на Волині не пізніше 1434 р. У північноукраїнських говорах дифтонгічна вимова ятя утрималася під наголосом, а в ненаголошених складах відбулася монофтонгізація в [e] або [ɪ] не пізніше початку XV ст.
Голосний [і] на місці [ě] зустрічається у південно-західних та південно-східних говірках і становить норму сучасної української літературної мови (літо, ріка). У північних (поліських) говірках у наголошеній позиції найчастіше вживається дифтонг [ie], а в частині говорів — монофтонги [ɪ], [e], [ê]. У ненаголошеній позиції трапляються [e] або [ɪ] з твердим попереднім приголосним, порівняймо: діед — дедóк, дидóк.

#### Перехід ятя в «и»
У деяких словах ě у ненаголошеному складі з наступним наголошеним перейшов в [і], а надалі — в [ɪ] (на письмі — «и»): дитина, сидіти, а також діал. мизинець (прасл. *dětina, *sěděti, *mězinecь). У наголошеному стані й у випадках, коли склад з ятем був закритим, переходу ě > і > ɪ не відбувалося — пор. діти, сідниці.

#### «Новий ять»
Руські пам'ятки, починаючи з XII ст., засвідчують так званий «новий ять», який позначав подовжений (або «звужений» за Ю. В. Шевельовим) голосний [ē], що постав з [e] в новозакритих складах після занепаду редукованих (камѣнь, матѣрь — з раніших камень, матерь). У сучасних українських говорах ареали рефлексів голосного [e] в новозакритих складах у цілому збігаються з ареалами рефлексів [ě]. Термін «новий ять» уперше запропонований російським мовознавцем О. І. Соболевським.

#### Зміни в графіці
Після переходу [ě] в голосний [і] літера ѣ продовжувала вживатися для позначення цього звука. Так, зберігалася літера ѣ там, де у вимові звучав [і], зокрема й на місці о, е в новозакритих складах (вѣнъ, жѣнка, тѣлько) у творах Івана Некрашевича, цією ж літерою передавався звук [і] будь-якого походження в Літописі Граб'янки 1710 р., іноді для цього звука паралельно з ѣ вживалася й літера и (априля, потимъ, тилко), напр., у Літописі Величка 1720 р. і т. ін. Переважно за етимологією ѣ пишеться в «Енеїді» Івана Котляревського.
Внормовано вживання ятя в правописі Максимовича (1827 р.) та «Русалки Дністрової» (1837 р.). Максимовичівка закріпилась на Галичині. Але на Східній Україні під впливом російської вимови літер на поч. XIX ст. символ ѣ поступово перестали використовувати для позначення [і]. У правописі Гатцука ѣ замінено на ı (і без крапки). У правописі Куліша вже використовується і.
У західноукраїнській орфографії кінця XIX — початку XX століття, зокрема желехівці, на місці ятя (у тому числі й нового) для передачі «сильно пом'якшеного» [і] (таким він був у позиції після м'яких зубних приголосних д, т, з, ц, с, л, н) використовувалася літера ї: хлїб, дїд, нинї, цїлий. Але оскільки в Східній Україні відмінність між цим звуком і «звичайним» [і] зменшилася, вже Грінченко у своєму Словарі української мови відмовився від такого вжитку літери ї, і це вплинуло на зникнення цієї відмінності й на заході України. Таку відмову зафіксував Український правопис 1921 року.

## Цікаві факти
- Згідно з літописними джерелами, ім'я «Володимир» 1000 років тому писалося не через и, а через «ять» — Володимѣръ.
- Фразеологізм «притча во язиціх» академічний «Словник української мови в 11 томах» подає як «притча во язицех»[22][23] — незважаючи на те, що оригінальне церковнослов'янське написання цього вислову з біблійної книги «Повторення закону» є во языцѣхъ, а ѣ згідно з українською вимовою правильно передавати не як е, а як і. Варіант «во язицех», певно, запозичений з церковнослов'янської через посередництво російської мови.
- В «Енциклопедії історії України» (2003—2013) назва стародавньої монети пінязь (староцерк.-слов. пѣнѧsь) передана як «пенязь» — з транлітерацією «ятя» сучасною українською е. Примітно, що старі словники завжди подають це слово через і (пінязь, піняз)[24].
- Назва міста Вінниця, засвідчена в старовинних джерелах як Вѣница, іншими слов'янськими мовами передається без врахування колишньої наявності ятя (біл. Вінніца, рос. Винница, пол. Winnica).